# Caicoli (Stadtteil)
Caicoli ist ein historischer Stadtteil der osttimoresischen Landeshauptstadt Dili im Nordwesten des Sucos Caicoli (Verwaltungsamt Vera Cruz, Gemeinde).

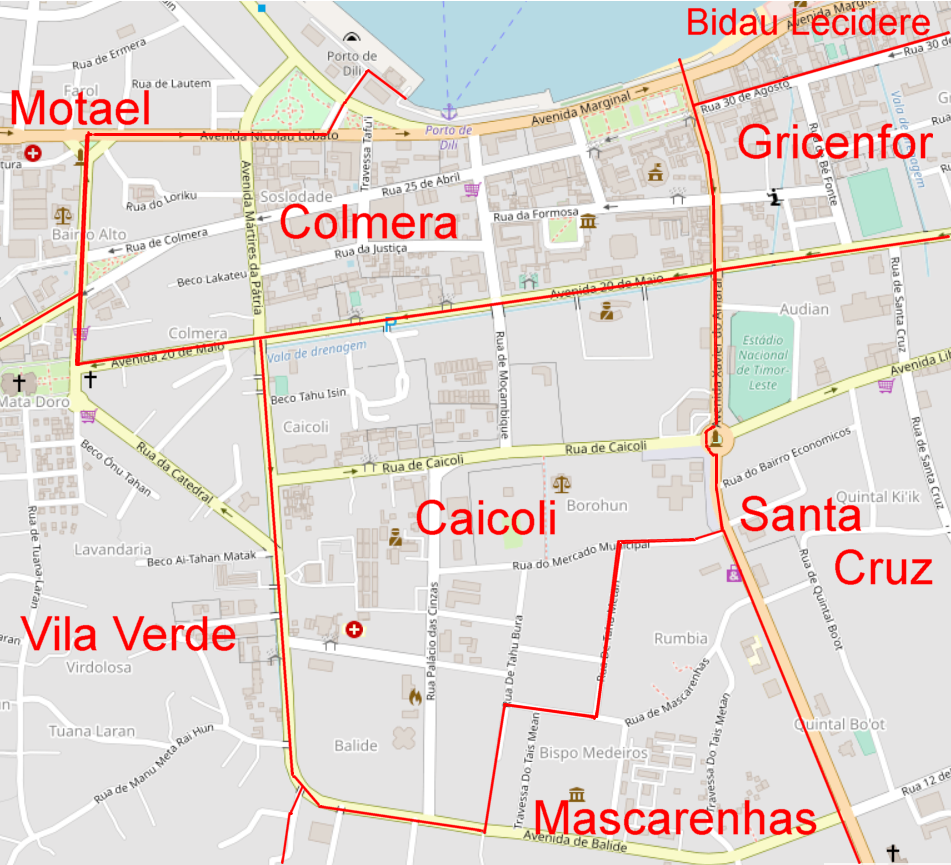
Straßenkarte der Sucos Caicoli und Colmera

Der Ortsteil Caicoli bildet den Norden des Sucos, auf einer Meereshöhe von 7 m. Er liegt zwischen der Avenida Mártires da Pátria (ehemals Av. Mouzinho de Albuquerque) im Westen, der Rua de Moçambique (ehemals Rua D. Fernando) im Osten, der Avenida 20 de Maio (ehemals Rua Jacinto Cândido) im Norden und der Rua de Caicoli  im Süden.
Der westliche Straßenblock liegt zwischen Rua de Caicoli, Avenida Mártires da Pátria, Avenida 20 de Maio und Rua de de Moçambique. Hier finden sich das Sozialministerium, die Direcção-Geral de Estatística (DGE), die Zentrale der Electricidade de Timor-Leste (EDTL), die Autoridade Nacional para Água e Saneamento (ANAS) und das Denkmal von Caicoli, zu Gedenken der bei den Unruhen 2006 umgekommenen Polizisten.
Jenseits der Rua de de Moçambique erstreckt sich bis zur Avenida Xavier do Amaral der Osten des Stadtteils mit dem nationalen Hauptquartier der Nationalpolizei (PNTL) und dem Ministerium für Transport und Kommunikation.